# Norbert Robichaud
Norbert Robichaud (* 1. April 1905 in Saint-Charles, New Brunswick, Kanada; † 21. Oktober 1979 in Moncton) war ein kanadischer Geistlicher und römisch-katholischer Erzbischof von Moncton.

## Leben
Norbert Robichaud studierte Philosophie und Katholische Theologie am Collège Sainte-Anne in Church Point und am Priesterseminar in Halifax, Nova Scotia. Er empfing am 1. Mai 1931 durch den Bischof von Chatham, Patrice Alexandre Chiasson CIM, das Sakrament der Priesterweihe. 1935 ging Norbert Robichaud für weiterführende Studien nach Rom, wo er 1938 an der Päpstlichen Universität Heiliger Thomas von Aquin zum Doktor der Theologie promoviert wurde. Robichaud wurde am 22. Februar 1936 in den Klerus des Erzbistums Moncton inkardiniert.
Am 25. Juli 1942 ernannte ihn Papst Pius XII. zum Erzbischof von Moncton. Der Apostolische Delegat in Kanada, Erzbischof Ildebrando Antoniutti, spendete ihm am 8. September desselben Jahres die Bischofsweihe; Mitkonsekratoren waren der Bischof von Chicoutimi, Georges-Arthur Melançon, und der Bischof von Saint John, New Brunswick, Patrick Albert Bray CIM.
Robichaud nahm an allen vier Sitzungsperioden des Zweiten Vatikanischen Konzils teil. Er trat am 23. März 1979 als Erzbischof von Moncton zurück.
Norbert Robichaud war Großkanzler der Université de Moncton.